# Kulturprotestantismus
Der Kulturprotestantismus war eine Strömung des protestantischen Geisteslebens vor allem im deutschen Sprachraum während der Jahrzehnte von 1860 bis in die Zwischenkriegszeit, die das Christentum mit der modernen westlichen Bildung, Philosophie und Kultur abstimmen, zusammenführen und aussöhnen wollte.

## Begriff
Der Kulturprotestantismus setzte um 1860 – mit dem tiefgreifenden gesellschaftlichen Wandel dieser Zeit – in Theologie, Kirche und Geistesleben ein. Seinen Höhepunkt hatte er im Jahrzehnt um 1900. Einen Abschluss markiert der Erste Weltkrieg als Endpunkt des Wilhelminischen Zeitalters, jedoch gab es auch in den 1920er und 1930er Jahren eine vielgestaltige, wenngleich kirchlich und gesamtkulturell weniger einflussreiche kulturprotestantische Strömung im deutschsprachigen Protestantismus und in der Evangelischen Kirche. Charakteristisch für den Kulturprotestantismus ist das Bestreben, die christliche Religion in Einklang mit der Aufklärung, dem Idealismus, dem Fortschritt und der allgemeinen Kultur- und Gesellschaftsentwicklung zu bringen. Der Begriff selbst wurde erst gegen Ende und oft von Gegnern des Kulturprotestantismus eher polemisch als Schlagwort und teilweise abwertend verwendet.

## Entstehung und religionsgeschichtliche Einordnung
Der Theologe Albrecht Ritschl gilt als „Vater des Kulturprotestantismus“. Für ihn markierte das ethische Handeln den Weg zum Reich Gottes, was als Anpassung an die jeweilige menschliche Realität gedeutet wurde. Einige von Ritschls Schülern wurden später zu Wortführern des Kulturprotestantismus (Martin Rade, Adolf von Harnack und Ernst Troeltsch).
Religionsgeschichtlich gesehen, gehört der Kulturprotestantismus zum Neuprotestantismus, einer Strömung, deren Vertreter den Protestantismus aus kirchlichen und dogmatischen Bindungen lösen und zu einer modernen Bildungsreligion jenseits konfessioneller Beschränkungen umformen wollten. Das soziale Milieu des Kulturprotestantismus entsprach vielfach jenem der liberalen Theologie des 19. Jahrhunderts.

## Grundzüge

### Bildungsideal
Von zentraler Bedeutung für den Kulturprotestantismus ist ein neuzeitlicher Begriff von Bildung. Diese basiert auf religiösen Vorschriften, schließt ein hohes Arbeitsethos mit ein, orientiert sich an wissenschaftlichen Erkenntnissen und stellt das eigenverantwortliche Individuum vor eine Gemeinschaftsethik. Diese Definition lässt sich auch auf den Begriff Kulturprotestantismus selbst anwenden.

### Verankerung im Bürgertum

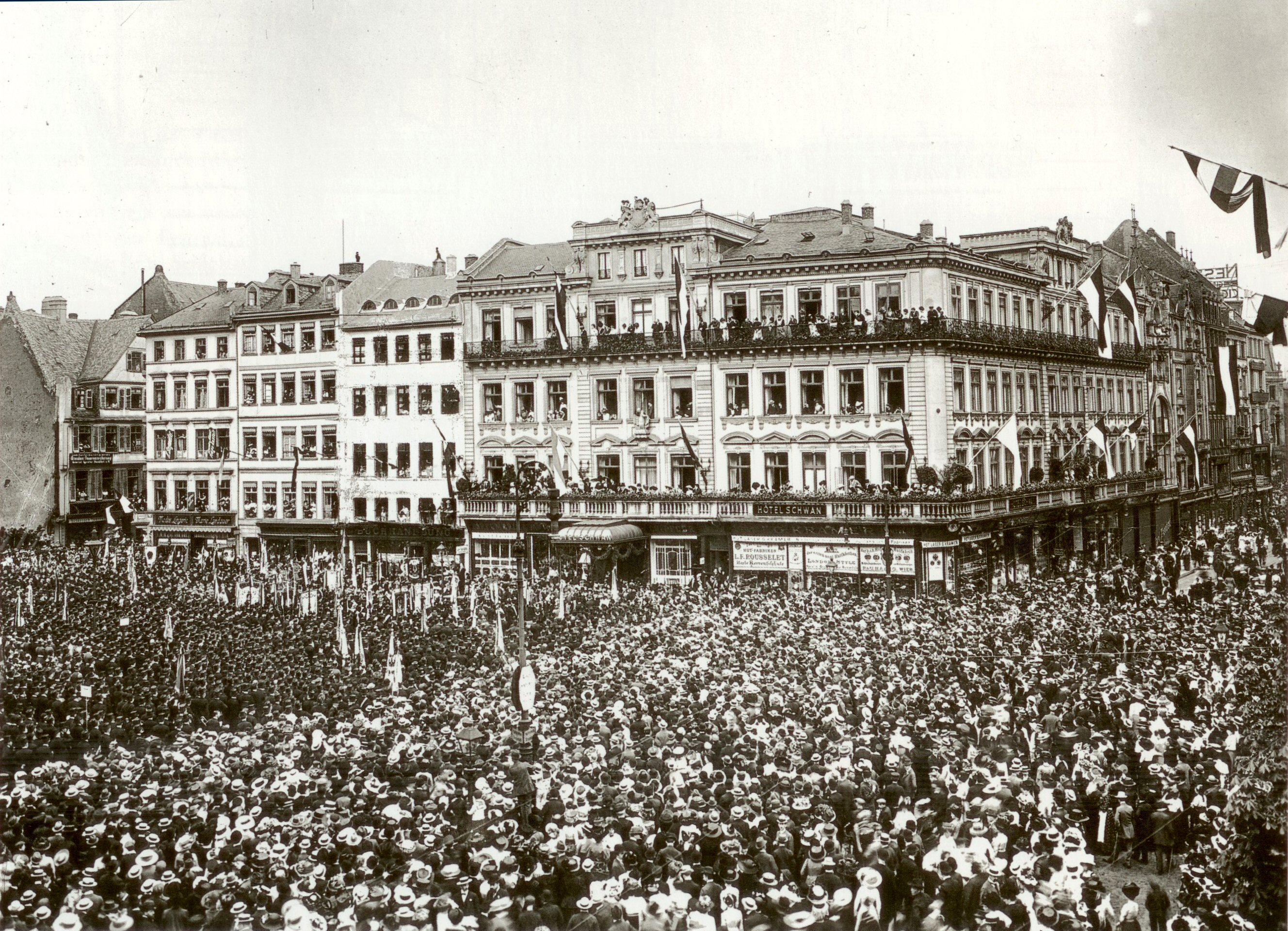
Sedantag in Frankfurt am Main 1895

Kulturprotestanten traten als selbstbewusste Repräsentanten des Bürgertums auf, das sich nach der deutschen Revolution 1848/49 herausgebildet hatte. Kulturprotestantische Wortführer sahen in einem starken Bürgertum die Zukunft des deutschen Nationalstaats und betonten die Zusammengehörigkeit von Protestantismus und bürgerlicher Gesellschaftsordnung. Dies äußerte sich in der Ablehnung der Sozialdemokratie. Durch eine kulturprotestantische Initiative wurde der Sedantag geschaffen, ein identitätsstiftender Feiertag des Deutschen Kaiserreichs. Etwa ab 1890 wurden die Kultur der Massen einerseits und die neuen kulturellen Avantgarden andererseits zunehmend sichtbar, sodass sich der Kulturprotestantismus von seinem Ziel entfernte, dass sich die gesamte Nation als bürgerliche Einheit nach kulturprotestantischen Vorstellungen entwickeln könnte.

### Bestreben nach Kirchenreform
Der Kulturprotestantismus zielte auf eine Erneuerung der evangelischen Kirchen im Sinne seiner Ideale. Eine deutsche Nationalkirche sollte geschaffen werden. Doch die Kritik an bestehenden Dogmen führte zu Konflikten mit konservativen Kirchenvertretern. Wie tief die inhaltlichen Gräben im deutschen Protestantismus verliefen, ist jedoch umstritten.

### Verhältnis zum römischen Katholizismus und zum Judentum
Im Kulturkampf zwischen der römisch-katholischen Kirche und Bismarck positionierten sich die Kulturprotestanten entweder auf Seiten des Reichs bzw. Preußens oder lehnten die Polarisierung des Kulturkampfs überhaupt ab. Kulturprotestantische Polemiken richteten sich gegen den Papst, die katholische Volksfrömmigkeit und Hierarchie und hatten auch Einfluss auf die Los-von-Rom-Bewegung in Österreich.
Kulturprotestantische Wortführer wandten sich zwar gegen den Antisemitismus, befürworteten aber eine völlige Assimilation des deutschen Judentums. Eine Geringschätzung der jüdischen Religion zeigte sich etwa im Vorschlag eines führenden Kulturprotestanten, das Alte Testament aus dem Bibelkanon der deutschen evangelischen Kirchen auszuschließen, da dieses nur historisch bedeutsam gewesen sei.

## Vertreter

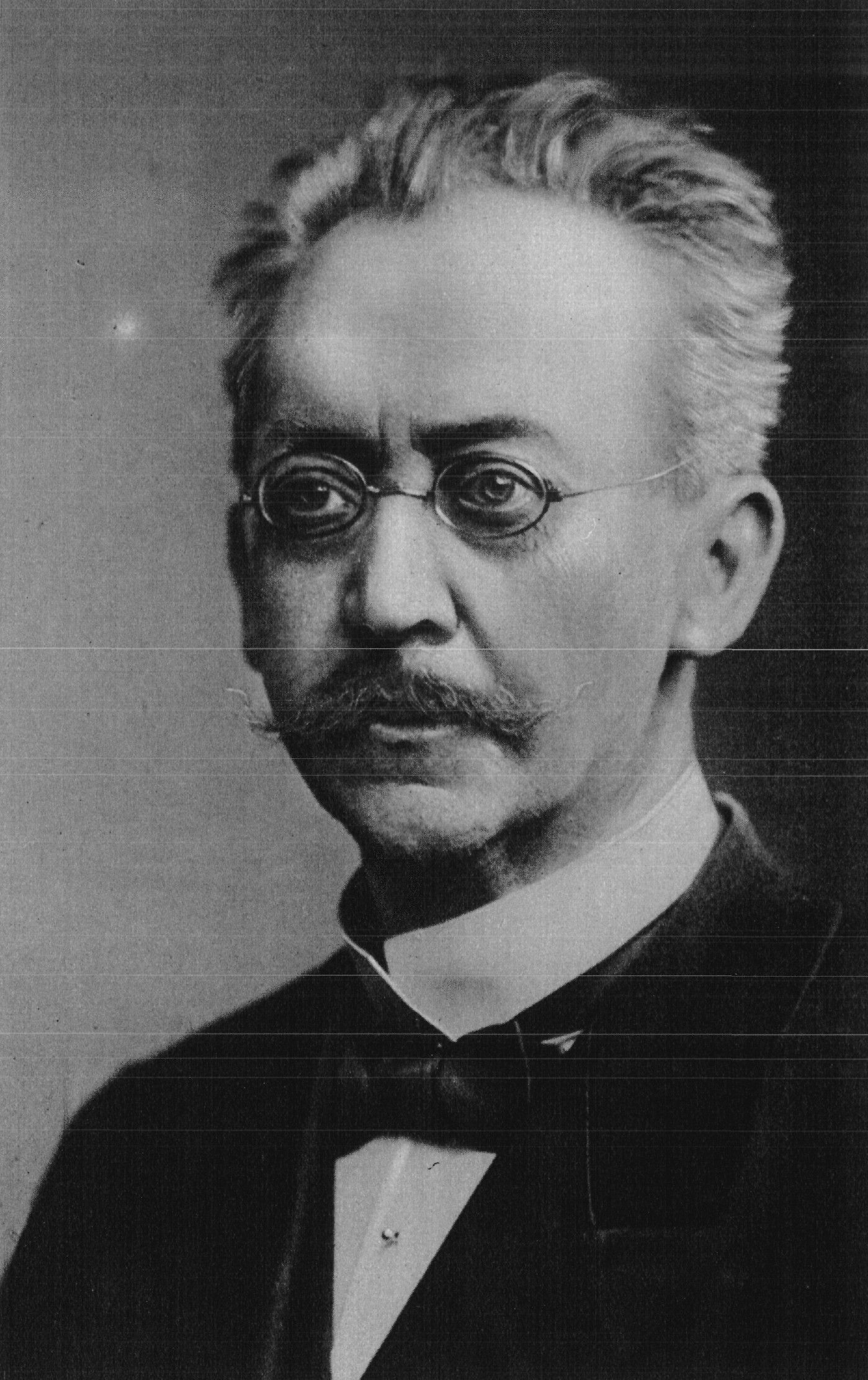
Adolf von Harnack, Schlüsselfigur des Kulturprotestantismus

Der Kulturprotestantismus war vor allem ein städtisches Phänomen. Seine Vertreter waren in Stadtpfarren, theologischen Fakultäten und im religiösen Vereinswesen aktiv. Die bedeutendsten Zentren der Strömung waren Berlin, Bremen, Heidelberg und Mannheim. Breitere Bevölkerungsschichten umfasste der Kulturprotestantismus nur in der Oberpfalz.
Die größte Organisation des Kulturprotestantismus war der 1863 gegründete Deutsche Protestantenverein des Heidelberger Theologen Richard Rothe und des Schweizer Rechtswissenschaftlers Johann Caspar Bluntschli. Der Verein richtete seine Tätigkeit laut Statuten auf eine „Erneuerung der protestantischen Kirche im Geiste evangelischer Freiheit und dem Einklang mit der gesamten Kulturentwicklung unserer Zeit“. Seine Parole war „Versöhnung von Religion und Kultur“. Seine bis zu 25.000 Mitglieder entstammten vor allem dem Wirtschaftsbürgertum der Städte. Kulturprotestantische Vorstellungen beeinflussten auch maßgeblich die 1890 gegründete Vereinigung des Evangelisch-Sozialen Kongresses, die auf ihren Zusammenkünften soziale Fragen behandelte.
Eine Schlüsselfigur des Kulturprotestantismus war Adolf von Harnack, der als bedeutendster protestantischer Theologe des späten 19. Jahrhunderts und beginnenden 20. Jahrhunderts gilt. Er suchte seine weit reichenden politischen Kontakte zur Umsetzung des kulturprotestantischen Gedankenguts zu nutzen. Zu erwähnen sind ferner der Philosoph und Harnack-Schüler Heinrich Scholz sowie die Theologen Ernst Troeltsch, Otto Baumgarten und Martin Rade. Letzterer publizierte die kulturprotestantische Halbmonatsschrift Die Christliche Welt.

## Auflösung und Übergang
Der Erste Weltkrieg zerrüttete die bürgerlichen Werte und Kulturvorstellungen, wodurch der Kulturprotestantismus seine gesellschaftliche Grundlage verlor. Die Vertreter der großen protestantischen theologischen Strömungen in der Anfangszeit der Weimarer Republik waren sich einig in ihrer Ablehnung des Kulturprotestantismus, den sie für theologisch bankrott erklärten. Die dialektische Theologie stellte mit dem jungen Schweizer Karl Barth einen der schärfsten Kritiker des Kulturprotestantismus.
Zu Beginn des 20. Jahrhunderts waren Randphänomene des Kulturprotestantismus aufgetreten, die sich bürgertumskritisch abseits von dessen Eliten positionierten und schließlich zu dessen Erben wurden. Dazu gehört die Anthroposophie von Rudolf Steiner ebenso wie die Lebensreformbewegung, die beide auf dem kulturprotestantischen Subjektivismus aufbauten, jedoch oft gegensätzliche Werte vertraten.

### Primärquellen
- Adolf von Harnack: Das Wesen des Christentums. Hrsg. von Claus-Dieter Osthövener. Mohr Siebeck, Tübingen 2005, ISBN 3-16-148394-4.
- Ernst Troeltsch: Kritische Gesamtausgabe. Im Auftrag der Heidelberger Akademie der Wissenschaften hrsg. von Friedrich Wilhelm Graf. De Gruyter, Berlin 2006, ISBN 3-11-015423-4.

### Sekundärliteratur
- Friedrich Wilhelm Graf: Kulturprotestantismus als Richtungsbezeichnung, in: Theologische Realenzyklopädie, Band 20: Kreuzzüge - Leo XIII., Walter de Gruyter, 1990, ISBN 978-3-11-012655-6
- Norbert Friedrich, Traugott Jähnichen (Hrsg.): Sozialer Protestantismus im Kaiserreich. Problemkonstellationen – Lösungsperspektiven – Handlungsprofile. LIT, Münster 2005, ISBN 3-8258-8559-3.
- Gangolf Hübinger: Kulturprotestantismus und Politik. Zum Verhältnis von Liberalismus und Protestantismus im wilhelminischen Deutschland. Mohr, Tübingen 1994, ISBN 3-16-146139-8.
- Christopher König: „Die Fronten sind andere geworden…“. Liberale Kulturprotestanten und der Nationalsozialismus am Beispiel der Zeitschrift „Die Christliche Welt“. In: Heuss-Forum 11/2017.
- Susanne Lanwerd: Die „Realisierung des Christentums“. Kulturprotestantische Traditionen in Deutschland: gestern und heute. In: Richard Faber (Hrsg.): Zwischen Affirmation und Machtkritik. Zur Geschichte des Protestantismus und protestantischer Mentalitäten. TVZ Theologischer Verlag, Zürich 2005, ISBN 3-290-17336-4, S. 101–113.
- Claudia Lepp: Protestantisch-liberaler Aufbruch in die Moderne. Der deutsche Protestantenverein in der Zeit der Reichsgründung und des Kulturkampfes, Gütersloh 1996.
- Hans M. Müller (Hrsg.): Kulturprotestantismus. Beiträge zu einer Gestalt des modernen Christentums. Gütersloher Verl.-Haus Mohn, Gütersloh 1992, ISBN 3-579-00275-9.
- Manfred Schick: Kulturprotestantismus und soziale Frage. Versuche zur Begründung der Sozialethik, vornehmlich in der Zeit von der Gründung des Evangelisch-sozialen Kongresses bis zum Ausbruch des 1. Weltkrieges (1890–1914). Mohr, Tübingen 1970, ISBN 3-16-531462-4.
- Matthias Wolfes: Protestantische Theologie und moderne Welt. Studien zur Geschichte der liberalen Theologie nach 1918. Walter de Gruyter, Berlin / New York 1999, ISBN 3-11-016639-9.